# Renato Gei
Renato Gei (1. únor 1921, Brescia, Italské království – 20. květen 1999, Nave, Itálie) byl italský fotbalový útočník a trenér.
Fotbalovou kariéru začal v rodném městě za Brescii ve věku 16 let. V sezoně 1940/41 se stal nejlepším střelcem druhé ligy s 24 góly a vysloužil si přestup do Turína. Ten jej záhy vyměnil za Mentiho do Fiorentiny. V sezoně 1941/42 vstřelil 18 branek a stal se druhým nejlepším střelcem v lize. Za fialky hrál do roku 1948. Poté přestoupil do Sampdorie a strávil zde nejdelší čas své kariéry. Odehrál 149 utkání za pět let. V roce 1953 se vrátil do Brescia a fotbalovou kariéru zakončil Pavii v roce 1956.
Za reprezentaci odehrál dvě utkání.
Po hráčské kariéře se stal trenérem. Celkem za svou trenérskou kariéru vedl deset mužstev. Nejdéle vedl klub Brescia v období 1963–1967 a 1973/74. Vyhrál s ní druhou ligu v sezoně 1964/65. Skončil v roce 1977.

## Hráčská statistika
| Sezóna  | Klub       | Liga      | Liga   | Liga | Ligové poháry | Ligové poháry | Ligové poháry | Kontinentální poháry | Kontinentální poháry | Kontinentální poháry | Celkem | Celkem |
| Sezóna  | Klub       | Soutěž    | Zápasy | Góly | Soutěž        | Zápasy        | Góly          | Soutěž               | Zápasy               | Góly                 | Zápasy | Góly   |
| ------- | ---------- | --------- | ------ | ---- | ------------- | ------------- | ------------- | -------------------- | -------------------- | -------------------- | ------ | ------ |
| 1938/39 | Brescia    | Serie C   | 12     | 6    | IP            | 2             | 0             | -                    | 0                    | 0                    | 14     | 6      |
| 1939/40 | Brescia    | Serie B   | 19     | 7    | IP            | 3             | 2             | -                    | 0                    | 0                    | 22     | 9      |
| 1940/41 | Brescia    | Serie B   | 34     | 24   | IP            | 3             | 2             | -                    | 0                    | 0                    | 37     | 26     |
| 1941/42 | Fiorentina | Serie A   | 25     | 18   | IP            | 1             | 1             | -                    | 0                    | 0                    | 26     | 19     |
| 1942/43 | Fiorentina | Serie A   | 28     | 11   | IP            | 1             | 0             | -                    | 0                    | 0                    | 29     | 11     |
| 1945/46 | Fiorentina | 1. divize | 15     | 5    | -             | 0             | 0             | -                    | 0                    | 0                    | 15     | 5      |
| 1946/47 | Fiorentina | Serie A   | 23     | 4    | -             | 0             | 0             | -                    | 0                    | 0                    | 23     | 4      |
| 1947/48 | Fiorentina | Serie A   | 26     | 4    | -             | 0             | 0             | -                    | 0                    | 0                    | 26     | 4      |
| 1948/49 | Sampdoria  | Serie A   | 35     | 15   | -             | 0             | 0             | -                    | 0                    | 0                    | 35     | 15     |
| 1949/50 | Sampdoria  | Serie A   | 33     | 9    | -             | 0             | 0             | -                    | 0                    | 0                    | 33     | 9      |
| 1950/51 | Sampdoria  | Serie A   | 38     | 12   | -             | 0             | 0             | -                    | 0                    | 0                    | 38     | 12     |
| 1951/52 | Sampdoria  | Serie A   | 35     | 7    | -             | 0             | 0             | -                    | 0                    | 0                    | 35     | 7      |
| 1952/53 | Sampdoria  | Serie A   | 8      | 0    | -             | 0             | 0             | -                    | 0                    | 0                    | 8      | 0      |
| 1953/54 | Brescia    | Serie B   | 22     | 3    | -             | 0             | 0             | -                    | 0                    | 0                    | 22     | 3      |
| 1954/55 | Brescia    | Serie B   | 23     | 5    | -             | 0             | 0             | -                    | 0                    | 0                    | 23     | 5      |
| 1955/56 | Pavia      | Serie C   | 30     | 3    | -             | 0             | 0             | -                    | 0                    | 0                    | 30     | 3      |
| Celkově | Celkově    | Celkově   | 406    | 133  | -             | 10            | 5             | -                    | 0                    | 0                    | 416    | 138    |

## Hráčské úspěchy

### Reprezentační
- 1× na MP (1948–1953)

### Individuální
Nejlepší střelec 2. italské ligy (1940/41)

## Trenérské úspěchy

### Klubové
- 2× vítěz 2. italské ligy (1961/62, 1964/65)